# C. George Boeree
Cornelis George Boeree (Badhoevedorp, Amsterdam, Països Baixos, 15 de gener de 1952 - Shippensburg, Pennsilvània, Estats Units, 5 de gener de 2021) va ser un psicòleg neerlandès, naturalitzat nord-americà, i professor emèrit a la Universitat Shippensburg, especialitzat en la teoria de la personalitat i la història de la psicologia.

## Biografia
Va rebre el seu doctorat el 1980 de la Universitat Estatal d'Oklahoma. És l'autor dels primers textos sobre psicologia a Internet. els quals estan disponibles gratuïtament des de 1997. Han estat traduïts a l'alemany, l'espanyol, i el búlgar.
També és l'inventor de lal llengua auxiliar lingua franca nova, apareguda a Internet el 1998.
En 1956 es va mudar amb la seva família a Long Island, Nova York. El 1972 es va casar amb Judy Kovarik, amb qui va tenir tres filles.
Va morir el 5 de gener de 2021 d'un càncer de pàncrees a casa seva a Pennsilvània.